# Мійоші Умекі
Мійошеі Умекі (яп. 梅木 美代志, англ. Miyoshi Umeki, 3 квітня 1929 — 28 серпня 2007) — американська акторка і співачка японського походження.

## Біографія
Народилася 3 квітня 1929 в місті Отару на японському острові Хоккайдо наймолодшою в сім'ї з дев'яти дітей. У юності була прихильницею театру Кабукі та американської поп-музики, що згодом вплинуло на формування її кар'єри.
Після закінчення Другої світової війни Умекі стала виступати співачкою в кабаре під псевдонімом Ненсі Умекі. Незабаром зробила кілька записів своїх пісень на студії «RCA Victor Japan», а в 1953 році дебютувала в кіно в японському фільмі «Seishun Jazu Musume».
У 1955 році Мійоші Умекі іммігрувала до США, де вирішила продовжити акторську і музичну кар'єру. Там спочатку вона з'явилася на телебаченні, а потім підписала контракт з компанією «Mercury Records», де записала кілька синглів і два альбоми. Незабаром вона привернула увагу режисера Джошуа Логана, який запросив її на роль Кацумі в своєму фільмі «Сайонара» (1957). Ця робота принесла Мійоші Умекі в 1958 році премію «Оскар» за найкращу жіночу роль другого плану, і вона стала першою з азійських митців, що отримали цю нагороду.
У 1958 році Мійоші Умекі була номінована на премію «Тоні» за роль у бродвейському мюзиклі «Пісня барабана квітів». Показ тривав два роки, а в 1961 році мюзикл екранізували. За роль у кіноверсії «Пісня барабана квітів» була номінована на «Золотий глобус». Після 1961 знялася всього в трьох фільмах, після чого з 1969 по 1972 рік виконувала роль місіс Лівінгстон у серіалі «Залицяння батька Едді», а після завершення показу припинила кар'єру.

## Особисте життя
У 1958 році одружилася з телевізійним режисером Уайном Опі, розлучилася в 1967 році. Роком пізніше пошлюбила режисера Рендола Худа, разом з яким усиновила сина Майкла. Пара влаштувалася в Лос-Анджелесі, де вони зайнялися орендним бізнесом. 
Після смерті чоловіка в 1976 році Мійоші Умекі довгий час жила одна в містечку Шерман-Окс, а після чого переїхала в Лікінг, штат Міссурі, в сім'ю сина. Там же і померла від раку 28 серпня 2007 у віці 78 років.

## Вибрана фільмографія
- Пісня барабана квітів (1961) — Мей Лі
- Сайонара (1957) — Кацумі
- Дівчина на ім'я Таміко (1962) — Ейко